# Брасхат
Брасхат (хол. Brasschaat) је општина у Белгији у региону Фландрија у покрајини Антверпен. Према процени из 2007. у општини је живело 37.133 становника.

## Становништво
Према процени, у општини је 1. јануара 2015. живело 37.480 становника.
| 1984. | 2000. | 2010. | 2015. |
| ----- | ----- | ----- | ----- |
| 32845 | 37138 | 36949 | 37480 |

## Партнерски градови
- Бад Нојенар-Арвајлер
- Tarija